# Crystal Cox
Crystal Cox (née le 28 mars 1979 à Norfolk) est une athlète américaine spécialiste du 200 mètres. Devenue championne olympique du relais 4 × 400 mètres à Athènes en 2004, Crystal Cox est suspendue 4 ans pour usage de stéroïdes de 2001 à 2004 par l'IAAF, lequel recommande la disqualification de l'équipe américaine de relais et le retrait de leurs médailles. La médaille lui est retirée en 2012.

## Carrière

### Palmarès
| Date | Compétition                          | Lieu           | Résultat | Épreuve               | Performance   |
| ---- | ------------------------------------ | -------------- | -------- | --------------------- | ------------- |
| 2002 | Coupe du monde des nations           | Madrid         | 2e       | Relais 4 × 400 mètres | 3 min 24 s 67 |
| 2003 | Jeux panaméricains                   | Saint-Domingue | 5e       | 200 mètres            | 23 s 36       |
| 2004 | Championnats des États-Unis en salle | Boston         | 1re      | 200 mètres            |               |
| 2004 | Jeux olympiques d'été                | Athènes        | DQ       | Relais 4 × 400 mètres | 3 min 19 s 01 |

### Records
| Épreuve    | Performance | Lieu    | Date            |
| ---------- | ----------- | ------- | --------------- |
| 200 mètres | 23 s 91     | Atlanta | 26 février 1999 |

## Autres
À l'automne 2008, elle a participé à la 17e saison de Survivor aux États-Unis, intitulée Survivor Gabon — Earth's Last Eden. Elle a terminé à la 6e place parmi les 18 candidats de cette édition.